# Kostel svatého Hippolyta Římského (Paříž, zaniklý)
Kostel svatého Hippolyta (tj. Église Saint-Hippolyte) byl katolický farní kostel v Paříž ve čtvrti Croulebarbe ve 13. obvodu v prostoru dnešního domu č. 12 na Boulevardu Arago. Kostel byl zbořen v roce 1807. V současnosti se v Paříži nachází kostel stejného zasvěcení postavený na počátku 20. století na Avenue de Choisy.

## Historie
První písemná zmínka o zdejší kapli se nachází v papežské bule Hadriána IV. z roku 1158. Patřila pod správu kolegiátní kapituly svatého Marcela. Na počátku 13. století se stala farním kostelem. V 16. století byl kostel byl přestavěn s výjimkou lodě, oltář navrhl Charles Le Brun. Kostel byl za Velké francouzské revoluce zrušen a znárodněn a dne 3. srpna 1793 prodán. V roce 1807 byl z větší části zbořen. Poslední pozůstatky kostela definitivně zmizely během přestavby za Druhého císařství při výstavbě Boulevardu Arago a Boulevardu de Port-Royal v letech 1850-1860.
V kostele byli pohřbeni malíř François Bonnemer (1638-1689), průmyslník François Jullienne (1650-1733) a malíř Gabriel Audran (1659-1740). V kostele byl 2. srpna 1754 pokřtěn Pierre Charles L'Enfant, architekt města Washington.